# Grabowa (Ukraina)
Grabowa (ukr. Грабова, Hrabowa) – wieś w rejonie złoczowskim obwodu lwowskiego, założona w 1500. W II Rzeczypospolitej miejscowość była siedzibą gminy wiejskiej Grabowa w powiecie kamioneckim województwa tarnopolskiego. Wieś liczy 402 mieszkańców.
W latach 1943–1944 wieś była jedną z placówek silnego ośrodka polskiej samoobrony, tzw. "trójkąta" Maziarnia Wawrzkowa-Grabowa-Huta Połoniecka. Ośrodek został całkowicie zniszczony w kwietniu-maju 1944 roku przez współpracujące ze sobą jednostki niemieckie i UPA. 
W latach 1944–1945 nacjonaliści ukraińscy z OUN-UPA zamordowali tutaj w czasie kilku napadów 51 osób, rabując i paląc ich zagrody.
Do 19 lipca 2020 r. w rejonie buskim. 